# Királyszék
Királyszék (korábban Nagy-Csernecz vagy Felső-Csernecz, szlovénül: Gornji Črnci, vendül Gorenji Črnci) falu Szlovéniában, Muravidéken, Pomurska régióban. Közigazgatásilag  Vashidegkúthoz tartozik.

## Fekvése
Muraszombattól 17 km-re északnyugatra, a Vendvidéki-dombság (Goričko) területén, a stájer határ közelében, a Lendvába ömlő Csernec patak két partján fekszik.

## Története
A település első írásos említése 1265-ban történt "Poss. Chernech iuxta Linduam" alakban.
1365-ben Széchy Péter fia Miklós dalmát-horvát bán és testvére Domonkos erdélyi püspök kapták királyi adományul illetve cserében a Borsod vármegyei Éleskőért, Miskolcért és tartozékaikért Felsőlendvát és tartozékait, mint a magban szakadt Omodéfi János birtokát. A település a későbbi századokon át is birtokában maradt a családnak. Az 1366-os beiktatás alkalmával részletesebben kerületenként is felsorolják az ide tartozó birtokokat, melyek között Csánki szerint a települést talán a "Villa seu poss. Korlatfalua iuxta rivulum Chernech" alak takarja.  Eszerint eredeti neve Korlátfalva lett volna és csak később nevezték el a mellette folyó patakról.
1499-ben "Chernecz" néven említik. 1685-ben a Széchyek fiági kihalásával Széchy Katalinnal kötött házassága révén Nádasdy Ferenc birtoka lett és később is a család birtoka maradt. 1689-ben 47 lakosa volt. 1858-ban a faluból négy gyermek járt iskolába, három fiú és egy lány. A település egykor a vízlendvai Szent György plébániához tartozott, 1754-től a vashidegkúti plébánia része.
Vályi András szerint " CSERNECZ. Nagy Csernecz. Tót falu Vas Vármegyében, földes Ura Gróf Nádasdy Uraság, lakosai katolikusok, fekszik Felső Szenye mellett, lapályos helyen, földgye termékeny, réttye jó, legelője, fája elegendő, eladásra jó alkalmatossága Stájer Országnak szomszédságában lévén, szőleji jó bort termenek, első Osztálybéli."
Fényes Elek szerint " Csernecz, vindus falu, Vas vármegyében, a felső-lendvai uradalomban, 120 kath. lak."
Vas vármegye monográfiája szerint " Királyszék, a Csernecz-patak mellett fekvő kis vend falu 25 házzal és 136 r. kath. lakossal. Postája Vas-Hidegkút, távírója Muraszombat."
1910-ben 174, többségben szlovén lakosa volt, jelentős cigány kisebbséggel. A trianoni békeszerződésig Vas vármegye Muraszombati járásához tartozott. 1919-ben átmenetileg a de facto Mura Köztársaság része lett. Még ebben az évben a Szerb–Horvát–Szlovén Királysághoz csatolták, ami 1929-től Jugoszlávia nevet vette fel. 1941-ben átmeneti időre ismét Magyarországhoz tartozott, 1945 után visszakerült jugoszláv fennhatóság alá. 1991 óta a független Szlovénia része. 2002-ben 162 lakosa volt.

## Nevezetességei
A faluban két kis kápolna található, az egyik a Fájdalmas istenanya, a másik Jézus Szíve tiszteletére szentelték. Az első kápolna szobrát, mely a cigánytelepen áll 1909-ben Ausztriából hozták, ekkor építették fel a kápolnát. A másik kápolna 1922-ben épült, a vashidegkút–perestói út mellett található.